# Dinheiro Negro
Dinheiro Negro, Black Money no original em inglês, é um romance policial do escritor de ficção de mistério norte-americano Ross Macdonald. Publicado em 1966, inclui-se entre os mais aclamados de todos os romances de Ross Macdonald que o considerava o seu melhor livro.

## Resumo
O enredo é tipicamente intrincado: Peter Jamiesen, o namorado abandonado da ex-rica Virgínia Fablon, contrata o detetive Lew Archer para investigar o passado de Francis Martel, um homem cuja riqueza tem origem misteriosa, e se apresenta  com antecedentes grandiosos e fazendo ameaças violentas. Virgínia e Martel casam-se após a chegada de Archer. As investigações subsequentes levam Archer desde uns sem-abrigo até aos ricos, uma pesquisa que se encontra noutros romances de Macdonald. Archer liga Martel e Fablon a antigas dívidas de jogo e um suicídio que pode ter sido um assassinato.
Exceto em breves incursões em Las Vegas (o título refere-se ao dinheiro camuflado pelos operadores de cassino para evitar impostos) e nos arredores de Los Angeles, a ação decorre em Montevista.  Montevista é caracterizado como sendo uma zona rica, com clubes privados, casas vistosas e clínicas médicas exclusivas. As movimentações do enredo, no entanto, vão para lá da Califórnia, estendendo-se à América Central e à Europa, cujas culturas e economias são apresentadas como inextricavelmente ligadas à vida americana.

## Estilo
Acerca deste romance, Macdonald referiuu que passou cerca de vinte anos pensando e tomando notas para o Black Money. Foi "o livro que mais longamente tive em mente antes de escrevê-lo". Ele também mencionou como influências formativas a visita ao Panamá como marinheiro em 1946 e O Grande Gatsby (1925), de F. Scott Fitzgerald; não é por acaso que Fitzgerald é mencionado uma vez no próprio texto.
Matthew Bruccoli traça um paralelo entre os temas de Fitzgerald e o romance de Macdonald. O pobre rapaz cujo amor por uma 'garota deslumbrante' o inspira a tentar elevar-se ao nível dela, às vezes por meios duvidosos; e além disso "o efeito do dinheiro, tanto para aqueles que o têm como para quem, por quaisquer motivos, o quer".
Escrito num estilo discreto, com humor moderado e aforismos ocasionais ("O que fazes aos outros, fazes a ti mesmo. Essa é a inversa da regra de ouro"), Black Money mantém o ritmo de um thriller ao mesmo tempo que manipula a compreensão pelo leitor dos personagens de modo a torná-los ícones dos seus tipos e desnudar os seus tropos psicológicos e dimensões morais.[carece de fontes?] Tal como em Fitzgerald, a superfície brilhante esconde a corrupção subjacente. A compressão da escrita aumenta a sua força emotiva, especialmente na complexa cena final, que, sem ter o "choque" (para usar a própria palavra do autor) de O Calafrio (The Chill, 1964), tem uma força em crescendo que lhe confere ainda maior poder — o de uma tragédia. 

## Edições em português
- Ross MacDonald, Dinheiro Negro, tradutor Fernanda Cadete de Almeida, Abril Controljornal Edipresse, Biblioteca Visão, Coleção Lipton, 2001, ISBN 972-611-697